# Autism Sverige
Autism Sverige,, tidigare bland annat Riksföreningen Autism (RFA) och Autism- och Aspergerförbundet, är en ideell intresseorganisation som samlar personer med autismspektrumtillstånd och autismnära tillstånd, deras närstående och professionella inom området.
Till medlemsantal är Autism Sverige den största organisation som samlar autister i landet. Genom central verksamhet och lokalföreningar sprider organisationen kunskap om autism, påverkar beslutsfattare och skapar mötesplatser för autister, profession och närstående.
Autism Sverige är medlem i paraplyorganisationen Funktionsrätt Sverige.

## Historia
Föreningen för Psykotiska Barn bildades den 5 juni 1973. Organisationen bytte 1990 namn till Riksföreningen Autism, och ännu en gång, 2010 till Autism- och Aspergerförbundet. Endast tre år senare kom termen Aspergers syndrom att avskaffas i DSM-V. Därav kom man till att den 1 december 2022 återigen byta namn. Denna gången till Autism Sverige.
Efter riksmötet 21 april 2018 består presidiet av Ulla Adolfsson Göteborg ordförande, Pia Johansson Säter 1:e vice ordförande och Christer Nygren Västerås 2:e vice ordförande.
Förbundssekreterare tillika kanslichef är sedan 2019 Gunilla Sundblad.
Vid utgången av 2020  drygt 18 300 medlemmar fördelade på 24 distrikt.

## Verksamhet
Tidningen Autism (tidigare Ögonblick) utges med fyra nummer per år.
Stiftelsen Autism drivs med syfte att stödja forsknings- och utvecklingsarbete som främjar goda levnadsvillkor för personer med autism, och autismnära tillstånd.
Utbildningscenter Autism AB är ett helägt dotterbolag till förbundet. De bedriver utbildningsverksamhet kring autism, och autismliknande tillstånd.

## Förbundsordförande
| Namn              | År        |
| ----------------- | --------- |
| Gunilla Dahlin    | 1973–1976 |
| Olle Mächs        | 1976–1987 |
| Anita Rinman      | 1987–1989 |
| Lena Rydenstam    | 1989–1999 |
| Eva Nordin-Olsson | 1999–2015 |
| Anne Lönnermark   | 2015–2018 |
| Ulla Adolfsson    | 2018–2022 |
| Camilla Rosenberg | 2022–     |